# Carl Snoilsky

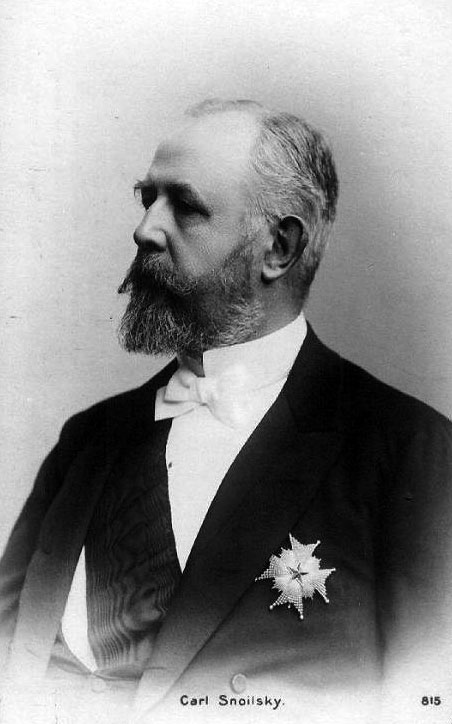
Carl Snoilsky i högtidsdräkt.

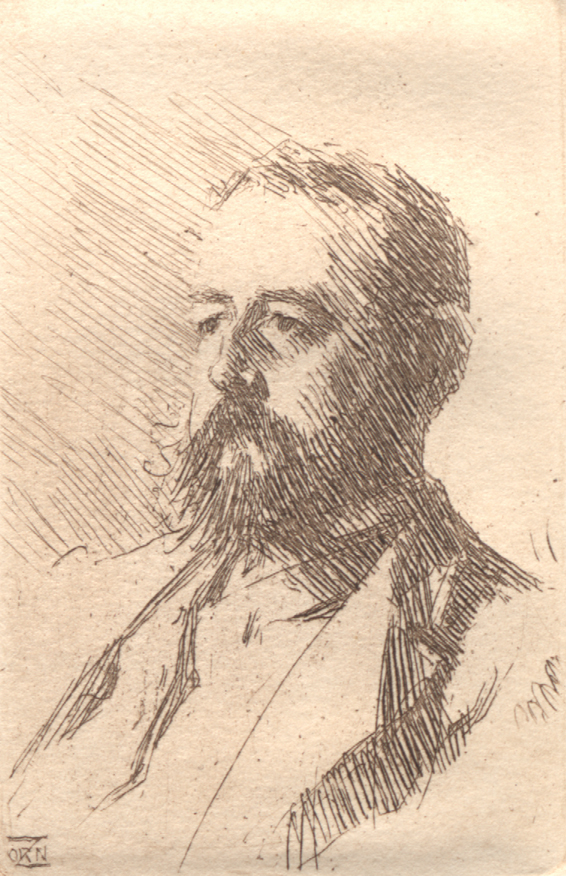
Carl Snoilsky på en radering av Anders Zorn i den förres Sonetter (2:a upplagan) 1888.

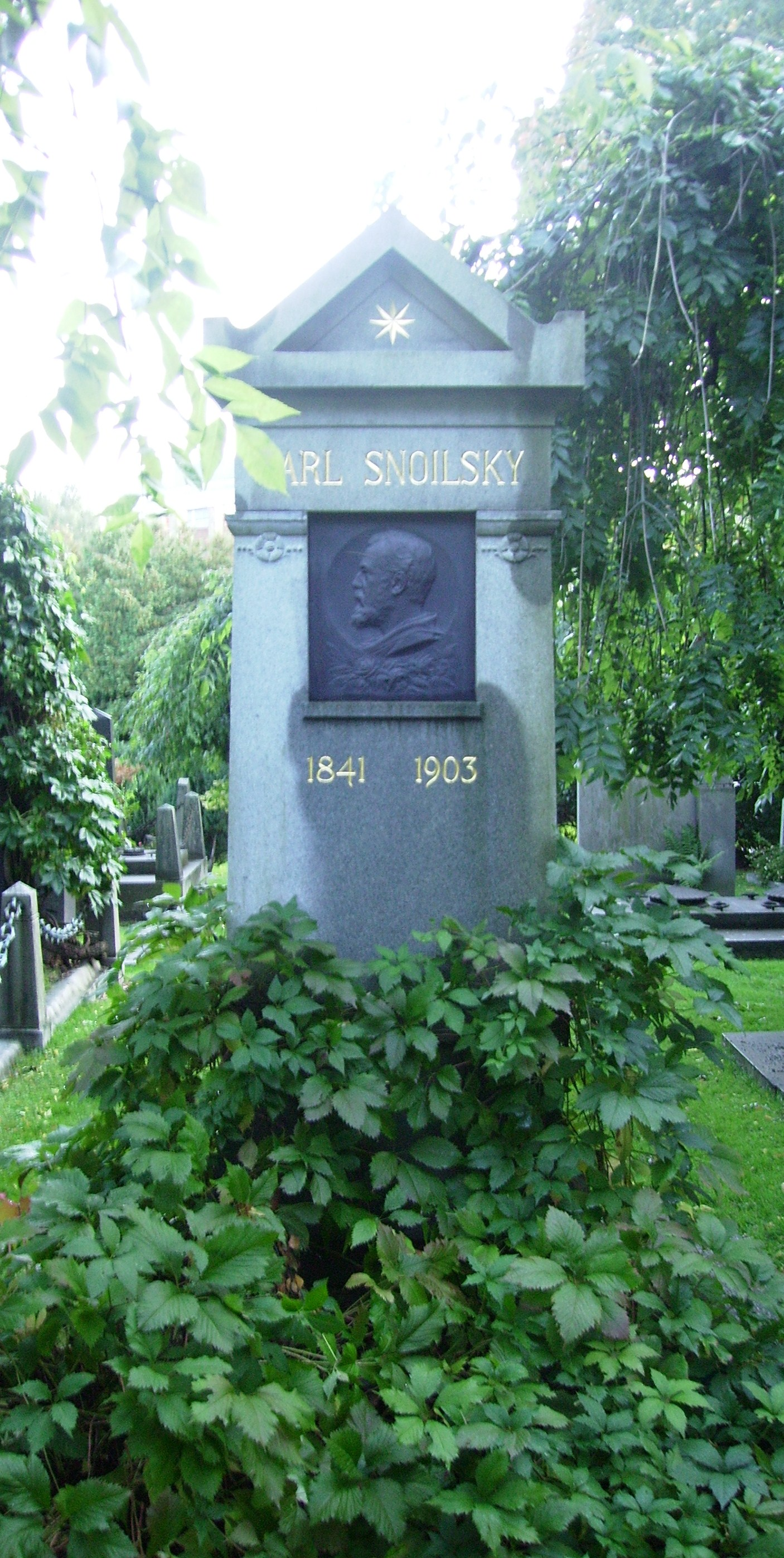
Carl Snoilskys gravvård på Solna kyrkogård.

Carl Johan Gustaf Snoilsky, född 8 september 1841 i Stockholm, död där 19 maj 1903, var en svensk skald, diplomat och biblioteksman. Han var son till Nils Snoilsky och Sigrid, född Banér, och tillhörde grevliga ätten Snoilsky. Han blev ledamot av Svenska akademien 1876. I samband med skilsmässa och omgifte flyttade han 1879 utomlands och bodde då  framförallt i Dresden i Tyskland. Han återvände 1890 till Sverige, då han blev överbibliotekarie vid Kungliga biblioteket. Under sina vid Uppsala universitet var han medlem av Namnlösa sällskapet. Snoilsky kallades 1893 till filosofie hedersdoktor vid jubelfesten i Uppsala. Han blev 1895 hedersledamot av Vitterhetsakademien och av Vetenskaps- och Vitterhetssamhället i Göteborg. En medalj över honom slogs 1887. 
Snoilsky fick med sin andra hustru, friherrinnan Ebba Fredrika Eleonora Ruuth (död 1917), dottern Elisabeth (1883–1979), gift 1906 med preussiske kammarherren Richard Karl Benno Erdmann von Heynitz (död 1960), vars släkt ännu äger Schloss Heynitz, nära Meissen i Sachsen, Tyskland.
Den grevliga ätten Snoilsky utslocknade på manssidan med sonen, underlöjtnant Carl Emil Snoilsky (född 1880), vilken avled ogift den 8 september 1903, mindre än 3 månader efter fadern. 

## Biografi
Snoilsky gick på Klara skola mellan 1850 och 1857 och genomgick därefter Stockholms lyceum, blev 1860 student vid Uppsala universitet och tog kansliexamen där 1864. Redan som skolgosse hade han flitigt ägnat sig åt diktningen och på egen hand skaffat sig en ganska betydande kännedom om den svenska och utländska poesin, bland andra Byron, Goethe och Heine. Hans första tryckta dikt var en hyllning till Karl XV på hans kröningsdag. På hösten 1861 utkom hans förstlingsbok, Smådikter, och strax därefter invaldes han i Uppsalaföreningen Namnlösa samfundet. Snoilsky medverkade samma år i kalendern Isblomman, utgav hösten 1862 diktsamlingen Orchidéer, liksom den förra under pseudonymen "Sven Tröst", och deltog i kamratförbundets Sånger och berättelser af nio signaturer (1863) och Sånger och berättelser af sju signaturer (1865).
År 1862 deltog Snoilsky i studentmötet i Köpenhamn och besökte Danmark även följande år. Han trädde i förtroligt vänskapsförhållande till Christian Winther och dennes hustru, vilka tog livlig del i och uppmuntrade hans poetiska verksamhet. Efter sin examen vid Uppsala universitet företog han 1864 en längre resa över Danmark och Schweiz till Italien, där han stannade till påföljande maj och med hänförelse lärde känna Padua, Venedig, Florens, Livorno, Rom, Neapel och Sorrento. I Rom dröjde han längst och knöt vänskap med bland andra Henrik Ibsen. En rik diktskörd blev den vittra frukten av vistelsen där, men Snoilsky kunde inte besluta sig för att uteslutande ägna sig åt poesin, utan företog en rundresa till Spanien för att därifrån bege sig till Paris och tillträda en attachéplats vid svensk-norska legationen. Han återkom till Sverige 1866, då han utnämndes till andre sekreterare i Utrikesdepartementet, och gifte sig 1867 med grevinnan Hedvig Piper. Där avancerade han till förste sekreterare 1874, expeditionssekreterare och chef för politiska avdelningen 1876, samt kansliråd 1878. År 1876 invaldes Snoilsky i Svenska akademien och tog sitt inträde samma år med ett tal över Paul Genberg.
Varken i ämbetsgöromålen eller för övrigt fann han riktig tillfredsställelse och lycka, utan han förstämdes och vantrivdes. Tillfällig förströelse fann han i de med verklig lidelse drivna samlingarna av böcker och mynt; i Ett svenskt myntkabinett (1873) beskrev han de sistnämnda. "Jag har förspillt mitt lif och orkar ej byta om", skrev han i brev 1874, och det föreföll, som om hans levnad skulle mynna ut i bitter resignation och fullkomlig tystnad. Han bröt emellertid helt plötsligt med sitt föregående, tog avsked, upplöste sitt äktenskap 1879 och lämnade samma år Sverige för att tillsvidare leva utanför landets gränser. 1880 ingick han nytt giftermål, med änkegrevinnan Ebba Piper, född Ruuth (född 1844). Efter resor i södra Frankrike och norra Afrika (från vilka hans hustru under märket E, gett skildringar i Ögonblicksbilder från Nordafrika och Syditalien, 1881), bosatte han sig först i Florens och sedan i Dresden.
Carl Snoilsky var Svenska Akademins direktör 1893. I sitt direktörstal samma år yttrade han:
| ” | Den samlade skatt av ett folks gemensamt burna fröjder och sorger, som vi kalla historia, förenar med tusen trådar det förflutna med det närvarande och talar till hjärtat med gripande makt. Den obestämda, snarast fysiska känsla, som fäster en bergsbo vid hans blå alper, en steppens son vid hans slätter med den vida horisonten, kan vara nog för vilden eller naturbarnet; men den tänkande, utvecklade människan måste i samma känsla förbinda hembygden med minnet av den framfarna släkt, vars blod hon känner i sina ådror, vars verk hon möter vid varje fjät på den jord, hon kallar sin. Först när vi lärt att i hävdens levande gestalter, i saga och sång, igenkänna och älska dragen av 'det folk, som våra bördor bar långt före våra dar', kunna vi tala om ett fädernesland i högre mening. | „ |

## Litterärt arbete
Snoilskys diktning började omedelbart strömma fram i rika flöden. 1881 utkom ett band, Nya dikter, två år senare tredje samlingen Dikter och 1887 fjärde samlingen. Efter kortare resebesök i Sverige och Finland 1885 och i Sverige 1888 flyttade Snoilsky 1890 tillbaka till Stockholm som överbibliotekarie vid Kungliga biblioteket. Denna utnämning, som han själv önskat med hänsyn till sina barns uppfostran, väckte häftigt klander och föranledde anmärkning av konstitutionsutskottet mot ecklesiastikministern. I flera år var Snoilsky Dramatiska teaterns inspektör och censor, var 1893–1901 ordförande i Sveriges författarförening och från och med upprättandet av Svenska akademiens nobelkommitté 1900 ledamot av denna.
Med femte samlingen Dikter (1897) avslöts hans originaldiktning. Han gav dessutom översättningar av Goethes Ballader (1876) och Visor och dikter (1901), Fitgers Hexan (1887) och Coppées För kronan (1896). I Svenska akademiens Handlingar kan Snoilskys inträdestal över biskop Genberg (1877) läsas, hans Minne av Mikael Choræus (1895) och Minne af Rutger Fuchs (1900), samtliga på nytt tryckta i Minnesteckningar och andra uppsatser (1904). I Kungl. bibliotekets handlingar tryckte han 1894–1895 Svenska historiska planscher och utgav 1892 ett urval av Elias Sehlstedts dikter med monografisk inledning. Svenska bilder utkom 1886 i billighetsupplaga. Snoilskys Samlade dikter utgavs 1903–1904 i fem band; nationalupplagan 1913. Urval för skolan utkom 1906 och 1908, Ausgewählte Gedichte i översättning av Adolf Stern 1891.
Snoilskys diktning under de första ungdomsåren slöt sig väsentligen till den närmast förutgående tidens svenska vitterhet med Talis Qualis som den kanske mest förebildande i formen, med enstaka påtagliga anklanger från göter och romantiker samt starka intryck från Heine. Kärlekslyriken var den del av Snoilskys diktning som tidigast nådde fram till fullgiltigt uttryck, och som särskilt lysande framstår hans skildringar av kvinnlig skönhet och levnadsnjutning ("Konstberiderskan", "Kreolskan"). En briljant frihetssång är den hänförda hyllningen av Rouget de Lisle. Inverkan av tidshändelserna kom honom att fortsätta 1840-talets aktuella utrikespoesi. En rad dikter för Polen ("På Polens dag", "Den polske frivillige" med flera), framkallade av det polska upproret 1863, och för Danmark ("Storken", "Det första regementet" med flera) med anledning av dansk-tyska kriget 1864, är i ton och tanke nära släkt med Talis Qualis och andra politiska frihetsskalders verk. I dem lyfter sig Snoilskys ungdomsdiktning till stora ämnen och ett eldigt patos för den nationella friheten. Inflytande från Christian Winther och annan dansk lyrik hör även till de märkbara påverkningar, under vilka Snoilskys skaldskap, särskilt hans natur- och känslodikt, utvecklades. Snoilsky offentliggjorde även ett stort antal översättningar från Béranger.
Med Italienska bilder, frukten av hans resa 1864, inträdde Snoilsky i sitt andra skede som författare. Inspirationen strömmade rik och ungdomligt frisk, hämtande motiv i brokig mångfald från natur och folk i den lyckliga södern. Redan "Inledningssång" med sitt vårliga och brusande jubel över frihet och levnadsnjutning slår an grundstämningen. Med fast hand är teckningen gjord, och de färgstarka målningarna, där både det pittoreska och det graciösa kommer till sin rätt, vittnar lika mycket om skönhetsälskarens beundran som om mannens varma hjärta och konstnärens ursprunglighet och kultur. Raska genrebilder ("Saltarello i Trastevere"), stämningar av ungdomslycka ("Sorrento"), hänförd frihetskärlek ("Neros gyllene hus", "Masaniellos tarantella", "Magenta"), natursvärmeri ("Vindarnes sång om I sola bella") och vemodig hemlängtan ("Jultankar i Rom"), bilder från Venedig, campagnan och Neapel, allt fick otvungna och övertygande uttryck i samtiden. Vistelsen i Spanien gav inte samma rika poetiska behållning. I den vackra "Alhambra" ljuder en klagan över att fantasin lämnat skalden och flertalet av de spanska motiven fick form av sonetter. Hade den italienska resans dikter inbragt vår verskonst en ny realistiskt konkret stil var sonetterna på sitt sätt också en formförnyelse: deras elegans och pittoreska fyllighet stod högt över den matta framställning vartill sonettformen merendels urartat, och visar vilken individuell prägel Snoilsky kunde förläna denna ofta konventionaliserade, just då i Frankrike av "les parnassiens" med ny iver odlade versart. Sonetten förblev under den närmaste tiden hans älsklingsform i vilken han nedlade sin uppfattning av tidshändelserna (sorgen över Frankrikes nederlag 1870-71, uppmaningar till svensk försvarsvilja), sitt djupa personliga missmod ("Noli me tangere", "Min vän och jag" med flera) och sin än godmodiga ("Gammalt porslin"), än bittra ("Var det väl vardt?") satir. Snoilskys övriga diktning var jämförelsevis ytterst ringa ("Vågbrytaren", "Rosersberg") och tillbakablickande, inte barn av nuet och dess intryck.
Den nya våren i Snoilskys författarskap, vilken sammanföll med den lyckligt lösta krisen i hans liv, kom så pass sent att han inte direkt kunde knyta vid det tidigare diktade, det, vars utveckling avbrutits efter hemkomsten från den utländska resan. Ungdomslyrikens sprittande livlighet och rytmiska fart var förbi; den stormande hänförelsen lämnade rum för en innerligare värme, den strömmande sången för en mer koncentrerad dikt, vars konstnärliga princip var karakteristik. Med rikt utvecklade yttre sinnen och en högt kultiverad iakttagelseförmåga gav Snoilsky inte bara beundransvärda reseskisser (sådana som "Vägen till Taormina", "Göttingen", "Stralsund", "I Rättvik", "Tännforsen", gärna koncentrerande sig kring en lärdom för livet som i "Gotik" eller "De vansinniga i Ragaz"), utan förlänade varje motiv en konkret gestaltning, där det otadligt artistiska i utförandet och bildspråkets, symbolikens säkerhet bildar en sällsynt harmonisk helhet. Hans personliga känsloliv uttalade sig efter det att den dityrambiska ungdomslyriken var förbi, i regel indirekt, medelbart, i fabel eller annan episk förklädnad, ofta så objektivt framställd att hans dikt blir plastiskt fristående som Goethes.
Skaldens förändrade levnadsförhållanden blev naturligtvis utgångspunkten för ett stort antal dikter från de första åren efter brytningen. Lyriska symboldikter som "Svarta svanor", "Edelweiss" och "Blodboken", den varma sympatisången över drottning Caroline Mathilde, de lidelsefulla "Kärleksgrottan vid Biarritz" och parafrasen av Paolo och Francesca-motivet, "Läkaren", som förhärligar en älskande kvinnas tillit och mod, är ett av de finaste av hans alster på grund av den starka diktionen. "Avskedsdrycken", som besjunger ett fågelfritt par, en albigensisk minstrel och hans maka, som nödgas lämna hemlandet, vars besjälade ideella bild han för med sig i sin sång, och "Fången", en situationsbild vars patos förkunnar att kärleken inte är beroende av om den älskade ådragit sig skuld och straff i samhällets ögon, innehåller nästan obeslöjade bekännelser; den ungdomligt tjusande "Dryadens byte", den fina situationen "Florentinerkväll" och det vackra reseminnet "Blåa grottan" är direkta kärleksdikter. Även i den lilla gruppen livfulla scenerier och figurteckningar från Algeriet ingår personliga bikter.
Redan 1880 började Snoilsky på främmande botten den rad dikter, ägnade åt Sveriges historiska minnen, som han gav namnet Svenska bilder. Motiven sträcker sig från Gustav Vasa till Tegnérs "Svea" och innefatta såväl krigiska tavlor av ståt och bravur ("Herr Jans likfärd") som fredliga målningar av inhemska personligheter ("En afton hos fru Lenngren", "I Svedenborgs trädgård"). Som höjdpunkter kan nämnas dikten om Karl IX och Gustav II Adolf som barn, "Hvita frun", den symboliska skildringen av Karl XII:s hjältesaga, "Brandklipparen", "Stenbocks kurir"; hans egen älsklingsdikt, den monumentala "Olof Rudbeck" med dess förhärligande av det osjälviska offret för fosterlandets skull; den gripande bilden från "Stora ofredens nödår", "På Värnamo marknad", och den medkänsligt urskuldande karaktärsteckningen av Gustav IV Adolf, "Den trettonde mars". Svenska bilder illustrerades av Snoilskys nära vän Albert Edelfelt.
Under intrycket av de demokratiska rörelser, som märktes på olika håll i Europa vid 1880-talets ingång, gjorde sig Snoilsky till tolk för sociala reformsträvanden i humanitär anda. Mot fåtalets njutningsliv och själviskhet uppträdde han med kravet på en inre revolution av överklassen och med förhoppningar om försoning mellan samhällsklasserna ("Den tjänande brodern", "Afrodite" och "Sliparen" med flera), liksom han krävde att poesin skulle vara kött och blod av det folk och den tid den tillhörde och inte avstänga sig från samtidsspörsmålen ("I porslinsfabriken", "Poesiens vandring"). I nära samband härmed stod flera berättande dikter: den kraftfulla "Rebell", ett minne från skoltiden, "En sovereign", "Vid Valkiakoski pappersbruk". Skrivna som frids-, inte stridsrop och riktade till överklassen, intar dessa sociala dikter ett betydande rum i svensk 1880-talspoesi där de utgör en självständig insats i humanitetsidealets anda.
Ytterligare är att nämna minnena från resan i Finland, särskilt de där Runeberg är centrum, "Borgå och Finlands värn", några graciösa dikter från Stockholm, den 1892 tillkomna "Röstsedeln", avsedd att påverka riksdagens beslut i försvarsfrågan, en grupp genrebilder, oftast med en kärna av reflexion eller sentens, såsom "Telegrafen och fåglarna", "Olika synpunkter", "I solskenet", "Utom tullen", samt slutligen ett inte ringa antal högtidsdikter, ofta utförda med elegans och på samma gång värme: "Vid J. P. Jacobsens död", "Till Fratres amicitice verce", sånger vid avtäckningen av Linnés, Scheeles och Karl X Gustafs statyer och den med lysande vältalighet framförda hälsningen till A. E. Nordenskiöld vid inträdet i Svenska akademien. Hans alstring var under 1890-talet ganska sparsam (ålderns vemod ljuder i "Nattviol" och "Drömkullen"), men bevarade alltjämt sin ordknappa, pregnanta och likväl alltid personligt uttrycksfulla form. Han sammanfattade i sin diktning traditionerna från den föregående poetiska utvecklingen, samtidigt med att han inledde en ny epok genom sin realistiska uppfattning och stil, som bevarade en mera plastisk än musikalisk karaktär.
Det inflytande Snoilsky utövat på samtida eller yngre skalder (Gustaf Fröding och Bo Bergman med flera) har varit betydande.
Snoilsky ligger begravd på Solna kyrkogård.

## Priser och utmärkelser
- 1902 – Letterstedtska priset för översättningar för tolkningarna av Goethes lyrik
- Fredhälls paradgata Snoilskyvägen med bland annat Kvarteret Tomten är namngiven efter Carl Snoilsky. Gatan har utsikt över Essingefjärden med Essingeöarna, Äppelviken och Alviks Strand